# Nolana chapiensis
Nolana chapiensis är en potatisväxtart som beskrevs av Michael O. Dillon och Quip. Nolana chapiensis ingår i släktet cymbalblommor, och familjen potatisväxter. Inga underarter finns listade i Catalogue of Life.